# Reklamfilmboken
Reklamfilmboken är en heltäckande bok om reklamfilm. Den tar upp de flesta aspekter om hur en reklamfilm blir till och hur den används. Boken tar också upp den svenska reklamfilmens historik. Boken är skriven av Lindy Lindh.